# Rumarcanella vorstmani
Rumarcanella vorstmani is een mosdiertjessoort uit de familie van de Plumatellidae. De wetenschappelijke naam van de soort is voor het eerst geldig gepubliceerd in 1952 door Toriumi.